# Titagarh Wagons - Arbel Fauvet Rail
Pour les articles homonymes, voir AFR, Arbel et Fauvet.

Logo Titagarh Wagons

Titagarh Wagons AFR (ex-Arbel Fauvet Rail - AFR) est un constructeur ferroviaire français implanté à Douai, créé en 1985 et racheté en 2010 par le groupe indien Titagraph Ltd, leader mondial du secteur. La filiale française est mise en redressement judiciaire en juin 2019. La société est reprise par le Groupe Millet en août 2019.

## Histoire
L'entreprise est créée en 1985, elle résulte de la mise en commun des activités ferroviaires des Établissements Arbel de Douai et du constructeur Fauvet Girel implanté à Arras et Lille.
En 2007, l'entreprise en difficulté est reprise par l'homme d'affaires Maxime Laurent qui la renomme « IGF-industries-AFR ».
De nouveau en difficulté, la société est mise en liquidation judiciaire le 5 mai 2010. Le 7 juillet 2010 le tribunal de commerce décide d'accepter le projet de reprise déposé par Pascal Varin associé au groupe indien Titagarh Ltd. La société Titagraph Wagons AFR (Arbel Fauvet Rail) est immatriculée .
En mars 2015, la société dépose une offre de reprise de la société métallurgique Sambre et Meuse, à Feignies (Nord), près de Maubeuge, devenue filiale de la société russe UVZ en 2010, mais en très grande difficulté. Cette offre est rejetée par le tribunal de commerce de Valenciennes qui ordonne la liquidation judiciaire. Le 29 septembre 2015, la société rachète toutes les machines-outils de l'usine métallurgique Sambre et Meuse pour un montant "presque symbolique" de 1,8 million d'euros.  
Le 4 juin 2019, la société est, à son tour, placée en redressement judiciaire et recherche un repreneur.
Le 13 août 2019, le tribunal de commerce refuse le plan de continuation présenté par la direction de l'entreprise, prononce la liquidation judiciaire et privilégie l'offre de reprise partielle des actifs par le Groupe Millet. Le tribunal de commerce a considéré que la société, fabricant des wagons de marchandises basée à Douai (Nord) était fragilisée depuis trop longtemps par une dette frôlant les 25 millions d'euros.
La société repreneuse crée le 30 août 2019 porte le nom de Millet AFR, c'est une filiale de la société Millet.